# Iso Taimenjärvi
Iso Taimenjärvi är en sjö i kommunen Enare i landskapet Lappland i Finland. Sjön ligger 140,8 meter över havet. Arean är 56 hektar och strandlinjen är 5,88 kilometer lång. Sjön  ingår i Pasvik älvs huvudavrinningsområde.   Den ligger omkring 330 kilometer norr om Rovaniemi och omkring 1000 kilometer norr om Helsingfors. 